# Назрановское восстание
Назрановское восстание (возмущение) произошло в Ингушетии в мае-июне 1858 года. Поводом для восстания послужила политика царских властей по насильственному укрупнению населённых пунктов, лишение горцев права на ношение холодного оружия и т. д. Восстание было подавлено, а руководители казнены или сосланы на каторгу в Сибирь.

## История
Колониальная политика царских властей вызывала недовольство на местах. Населению стало известно о планах царизма по насильственному слиянию малых населённых пунктов в большие, запрету на ношение холодного оружия для местного населения и ряде других запретов и ограничений.
Главнейшая причина Назрановского восстания заключалась в невозможности иметь за жителями надлежащий надзор при рассеянном поселении отдельными хуторами, а потому я признал необходимым поселить их большими аулами на избранных нами местах… В то же время, совершенно независимо от этого, учреждённый во Владикавказе Комитет для разбора личных и поземельных прав туземцев потребовал от назрановских депутатов сведения о численности народонаселения. Столкновением этих двух обстоятельств воспользовались противники общественного порядка и возмутили народ.Главнокомандующий Кавказской армией генерал А. И. Барятинский
В мае 1858 года недовольство населения вылилось в открытое вооружённое выступление, которое возглавили юнкер Чандыр Арчаков, знаменосец Магомет Мазуров (Султыгов) и Джагостуко Бехоев. Восставшие, численность которых составляла 5 тысяч человек, предприняли попытку штурма Назрановской крепости, которая, однако, оказалась неудачной.
В качестве ответной меры из Владикавказа были выдвинуты крупные воинские соединения, которыми руководил исполняющий обязанности начальника штаба войск левого крыла Кавказской линии полковник Зотов. Войска прибыли в Назрань 24 мая. Зотов приказал местным старшинам успокоить народ, однако старшины уже не контролировали ситуацию.
25 мая восставшими к Зотову была направлена делегация в составе 16 человек. Зотов захватил четырёх человек из их числа в качестве заложников и потребовал прекратить волнения. Восставшие, узнав о захвате парламентёров, бросились на штурм крепости, но понесли большие потери и вынуждены были отступить.
В июне-июле 1858 года на помощь восставшим дважды пытался прорваться Шамиль, но ему это не удалось. Руководители восстания Чандыр Арчаков, Магомед Мазуров, Джогаст Бехоев, муллы Башир Ашиев (кумык) и Урусби Мугаев были приговорены к повешению. Бехоеву удалось совершить побег, четверо других были повешены 25 июня 1858 года. 32 человека были приговорены к 1000 ударов шпицрутенами каждый, 30 — к каторжным работам, пять — к бессрочным работам на рудниках, 25 — к работе на заводах в течение 8 лет.
Хотя восстание завершилось трагически для восставших, оно спасло их от более тяжких событий. В это время во властных структурах обсуждался проект «Об увеличении русского населения на Кавказе с переселением оттуда на Дон горцев». После восстания руководством России был сделан вывод:
Если только предложение мирным назрановцам сосредоточиться в большие аулы, на занимаемом ими участке земли послужило поводом к восстанию, то предложение горцам, имеющим изъявить покорность, оставить их родину и идти на Дон послужит поводом к ожесточённой войне, и, следовательно, повлечёт к истреблению, а не покорности горцев.